# Ernst Cassirer
Ernst Cassirer (Breslau, 28. srpnja 1874. – New York, 13. travnja 1945.), njemački filozof.
Pripadao je novokantovskoj Marburškoj školi. Kritički je ispitivao filozofske probleme u sklopu spoznajne teorije o odnosu prema matematici i prirodnim znanostima. U djelu "Filozofija simboličkih oblika" inaugurirao je filozofsku semantiku. Za njega su matematika, fizika i suvremena kemija jedina prava područja čistih spoznaja. 
Ernst Cassierer rođen je u židovskoj obitelji. Tijekom vođenja debate u Davosu 1929. godine, između Cassierera i Martina Heideggera, Heidegger se ponašao veoma bezobrazno prema Cassiereru, odbijajući se rukovati s njim na kraju.

## Značajnija djela
- "Kantov život i djelo" (1918.),
- "Filozofija simboličkih oblika" (I. svezak: 1923., II. svezak: 1925., III. svezak 1929.),
- "Filozofija prosvjetiteljstva" (1932.),
- "Uz logiku humanistike" (1942.),
- "Ogled o čovjeku - uvod u filozofiju ljudske kulture" (1944.; hrvatsko izdanje: Naprijed, Zagreb, 1978.),
- "Mit o državi" (postumno, 1946.).

## Vanjske poveznice
Članak o Cassireru u Stanfordovoj enciklopediji filozofije.